# Магични тепих
Магични тепих, који се такође назива и летећи ћилим, је тепих из легенди и митова те уобичајена тема у фантастици, фикцији. Обично се користи као облик превоза и може брзо или тренутно превести корисника(е) до њиховог одредишта.

## У књижевности
Једна од прича у Хиљаду и једној ноћи говори о томе како принц Хусеин, најстарији син султана Индије, путује у Биснагар (Виџајанагара) у Индији и купује магични тепих. Тепих је описан на следећи начин: „Ко седи на овом тепиху и жели у мислима да буде подигнут и спуштен на друго место, у трен ока ће бити однето тамо, било то место близу или удаљено много дана путовања и тешко доступни."
Књижевне традиције неколико других култура такође садрже магичне тепихе, који у већини случајева буквално лете уместо да тренутно превозе своје путнике од места до места.
Соломонов тепих  је наводно направљен од зелене свиле са златном потком, 97 километара дугаи 97 километара широк: „када је Соломон сео на тепих, ухватио га је ветар, и запловио је кроз ваздух тако брзо да је доручковао у Дамаску и вечерао у Медији .“ Ветар је следио Соломонове команде и обезбедио да тепих оде на право одредиште; када је Соломон био поносан, због величине и многих достигнућа, тепих се потресао и 40.000 је пало мртво. Тепих је био заклоњен од сунца крошњама птица. У књизи чуда шеика Мухамеда ибн Јахја ал-Тадифија ал-Ханбалија, Qala'id-al-Jawahir („Огрлице од драгуља“), шеик Абдул-Кадир Гилани шета по води реке Тигар, затим огромним молитвеним тепихом (серџада) појављује се на небу изнад, „као да је то Соломонов летећи тепих [bisat Sulaiman]“.
У руским народним причама, Баба Јага може да снабде Ивана Будалу летећим ћилимом или неким другим магичним поклоном (нпр. лоптом која се котрља испред јунака показујући му пут, или пешкир који може да се претвори у мост). Такви дарови помажу јунаку да се снађе „изван трипут девет земаља, у трипут десет краљевства“. Руски сликар Виктор Васњецов је у два наврата илустровао приповетке са летећим тепихом.
У причи Captain Stormfield's Visit to Heaven Марка Твена, магични теписи жеља се користе за тренутно путовање по небу.
Операција Хаос Пола Андерсона приказује свет који широко користи магију у свакодневном животу, а између осталог има летеће тепихе као уобичајено, незагађујуће средство превоза - у жестокој конкуренцији са такође доступним летећим метлама. Путници не морају да седе на самом голом тепиху, јер тепих служи као платформа за удобну кабину.
Магични теписи су такође представљени у модерној литератури, филмовима и видео играма, и то не увек у класичном контексту.
У „традиционалној кинеској фантазијској литератури“ из касне династије Ћинг и раније, сматрало се да су разумни летећи ћилими „магична чудовишта“ у истој категорији као плућа, чилин или облаци са којима хероји прелазе даљине.
У таоизму и таоистичкој уметности, летећи теписи су коришћени као поетске метафоре за способност летења коју је имао Ксиан.
У тибетанском тантричком будизму, сматрало се да папирни тепих може да лети.